# Chérence
Chérence é uma comuna francesa na região administrativa da Ilha de França, no departamento do Vale do Oise. Estende-se por uma área de 8.47 km². Em 2010 a comuna tinha 131 habitantes (densidade: 15,5 hab./km²).